# Мухаррем Індже
Мухаррем Індже (тур. Muharrem İnce; нар. 4 травня 1964) — турецький політик. Член Великих національних зборів з 2002 р., голова парламентської групи Республіканської народної партії з 2010 по 2014 рр.

## Біографія
Народився в селищі Елмалик, розташованому в мулі Ялова, в родині Шеріфа і Зекіє Індже. Предки його батька були родом з Фессалонік, матері — з чорноморського узбережжя Анатолії. Мухаррем Індже закінчив Університет Баликесіра, потім працював викладачем фізики.
Індже відомий як один з найзапекліших критиків президента Туреччини Реджепа Ердогана і Партії справедливості та розвитку. Записи розмов Мухаррема Індже набули неабиякої популярності в інтернеті.
У 2010 році Індже був обраний одним з голів парламентської групи республіканської народної партії Туреччини, набравши 58 голосів. Переобирався на цю посаду у 2011 і 2013 роках. Також є президентом Асоціації ататюркістської думки.
Кандидат в президенти Туреччини від НРП на виборах 2018 року.

## Особисте життя
Одружений, одна дитина.